# Aeroportul Stykkishólmur
Aeroportul Stykkishólmur (IATA: SYK, ICAO: BIST) este un aeroport din Stykkishólmur⁠(d), Vesturland⁠(d), Islanda.
Situat la o altitudine de 13 m, aeroportul dispune de o singură pistă.